# Cotoletta alla milanese
La cotoletta alla milanese (dal francese côtelette) è uno dei piatti più tipici e conosciuti  a  Milano.

## Preparazione
Tradizionalmente la cotoletta consiste in una fetta di lombata di vitello con l'osso, impanata e fritta nel burro, il quale alla fine viene versato sulla cotoletta. Versioni moderne tendono a evitare quest'ultimo passaggio e a sostituire il burro con fettine di limone che vengono spremute dal commensale una volta che il piatto è stato servito.
Alla versione tradizionale, più alta, in cui la carne resta morbida e deve mantenere vicino all'osso un bel colore rosato, si è affiancata negli ultimi anni una versione più sottile, senza osso, dove la carne viene battuta fino ad assottigliarla moltissimo prima dell'impanatura. Il sapore della carne viene così fortemente ridotto dalla prevalenza della crosta molto croccante. Questa versione è detta oregia d'elefant (orecchia d'elefante), per la caratteristica forma che assume.
Per ottenere fragranza nell'impanatura e morbidezza nella carne è importante la scelta degli ingredienti (ad esempio, mollica di pane bianco raffermo ma non vecchio) e la giusta temperatura della fiamma.

## Storia
Nell'opera culinaria La Science du maître d'hôtel chef (1749) il francese Joseph Menon menziona le costolette impanate e fritte, anche se queste vengono marinate in burro fuso, chiodi di garofano ed erbe varie. Questa ricetta sarebbe arrivata a Milano durante le guerre napoleoniche (1803-1815) con il nome di cotelette rivoluzione francese (côtelettes révolution française). Secondo lo storico Massimo Alberini, la cotoletta alla milanese deriva da questa ricetta francese, il che spiegherebbe perché in italiano si chiama cotoletta che è parola di origine francese.
Secondo alcuni storici, la prima indicazione della cotoletta nella cucina milanese risale al piatto di lombolos cum panitio contenuto nell'elenco delle portate del pranzo dei canonici di Sant'Ambrogio durante le festività solenni nel dodicesimo secolo, descrizione riportata da Pietro Verri:
(P. Verri, Storia di Milano, cap. VI)
Sulla base di questa citazione il comune di Milano il 17 marzo 2008 ha assegnato con una delibera la "denominazione comunale" (De.Co.) alla "costoletta alla milanese".
Tale origine non è ad ogni modo unanimemente accettata: secondo lo studioso di cucina lombarda Pierangelo Frigerio la locuzione "cum panitio" potrebbe alludere a un contorno piuttosto che a un'impanatura, per il quale con il termine "panitio" potrebbe indicarsi una polenta di panìco, menzionata in un altro documento duecentesco di Varese.
La cotoletta è al centro di una disputa accademica fra la cucina italiana, che appunto la considera milanese, e la cucina austriaca, secondo la quale sarebbe solo una versione della Wiener Schnitzel viennese. Forse versioni di schnitzel precedenti a quella milanese esistevano già in Austria, ma infarinate e non impanate: lo suggerirebbero delle note a margine di un rapporto del maresciallo Josef Radetzky, che riportavano notizia di una cotoletta cucinata a Milano che prima era passata nell'uovo e poi fritta nel burro, e che a differenza della viennese era impanata.